# Marcel Florein
Marcel Florein (1914-1973) fut un sous-officier de l'armée de l'air française, un pilote de l’escadrille Malraux en Espagne, un membre de Combat Zone nord et un pilote de bombardement des Forces aériennes françaises libres.
- Nommé sergent en février 1936 dans l'armée de l'air française, il est pilote d’un Potez 540 de l’escadrille antifasciste d'André Malraux en Espagne, c’est le Pujol de L'Espoir.
- Pendant le tournage du film Espoir, sierra de Teruel, il est déjà en Chine, avec le 14th Squadron qui se bat contre l’invasion japonaise.
- Fin 1941, à la  société des avions Caudron d'Issy-les-Moulineaux, contacté par des militants de Combat Zone Nord, il accepte de les aider, tout en annonçant son intention de passer en Grande-Bretagne.
- 10 décembre 1941 : accompagné de Georges Klein (résistant), il passe en Angleterre, aux commandes d’un Caudron C.440 Goéland.
- 31 décembre 1941 : pris comme adjudant-pilote par les FAFL, il débriefé par la Royal Victoria Patriotic School, puis présenté au général de Gaulle. De Camberley, il est affecté au dépôt permanent des forces aériennes du Cameroun à Douala, puis au Bataillon de l’air no 1 de Bangui.
- 11 octobre 1943 : il est au groupe de bombardement Lorraine...
- 1er janvier 1943: rentré à Camberley, il est envoyé dans une école britannique de pilotage, puis dans une école britannique d'officiers dont il sort sous-lieutenant en juillet de la même année. Affecté au centre d'instruction de Camberley, il part pour l'Afrique du Nord, à la fin de l'année 1944...

Marcel Florein était membre de la Loge maçonnique de PARIS "Les Amis de la Patrie" du Grand Orient de France.

## Presse
- Revue Icare, no 118 (1989) : La Guerre d’Espagne 1936-1939.